# Arctic Race of Norway 2015
Die 3. Arctic Race of Norway 2015 war ein norwegisches Straßenradrennen. Das Etappenrennen fand vom 13. bis zum 16. August 2015 statt. Zudem gehörte das Radrennen zur UCI Europe Tour 2015 und dort in der Kategorie 2.HC eingestuft.

## Teilnehmende Mannschaften
| WorldTeams (7)- Katusha - IAM Cycling - BMC Racing Team - Astana - Tinkoff-Saxo - Lampre-Merida - Giant-Alpecin Professional Continental Teams (9)- MTN-Qhubeka - Bora-Argon 18 - Europcar - Bretagne-Séché Environnement - Topsport Vlaanderen-Baloise - Cofidis, Solutions Crédits - Cult Energy - UnitedHealthcare - Team Novo Nordisk Continental Teams (6)- Sparebanken Sør - Ringeriks-Kraft - FixIT.no - Joker - Coop-Øster Hus - Frøy Bianchi |
| |

## Etappen
| Etappe    | Datum    | Etappenorte                 | type            | Länge (km) | Etappensieger      | Gesamtführender    |
| --------- | -------- | --------------------------- | --------------- | ---------- | ------------------ | ------------------ |
| 1. Etappe | 13. Aug. | Harstad – Harstad           | Flachetappe     | 213,5      | Alexander Kristoff | Alexander Kristoff |
| 2. Etappe | 14. Aug. | Evenskjer – Setermoen       | Hügelige Etappe | 162,5      | Sam Bennett        | Alexander Kristoff |
| 3. Etappe | 15. Aug. | Finnsnes – Gemeinde Målselv | Hügelige Etappe | 183        | Ben Hermans        | Ben Hermans        |
| 4. Etappe | 16. Aug. | Narvik – Narvik             | Hügelige Etappe | 165        | Silvan Dillier     | Rein Taaramäe      |

## Wertungstrikots
| Etappe         | Etappensieger      | Gesamtwertung      | Punktewertung      | Bergwertung          | Nachwuchswertung | Teamwertung             | Kämpferischster Fahrer |
| -------------- | ------------------ | ------------------ | ------------------ | -------------------- | ---------------- | ----------------------- | ---------------------- |
| 1              | Alexander Kristoff | Alexander Kristoff | Alexander Kristoff | Vegard Stake Laengen | Sam Bennett      | Cult Energy Pro Cycling | Marius Hafsas          |
| 2              | Sam Bennett        | Alexander Kristoff | Alexander Kristoff | August Jensen        | Sam Bennett      | Cult Energy Pro Cycling | Jean-Marc Bideau       |
| 3              | Ben Hermans        | Ben Hermans        | Alexander Kristoff | Haavard Blikra       | Silvan Dillier   | BMC Racing Team         | Herman Dahl            |
| 4              | Silvan Dillier     | Rein Taaramäe      | Alexander Kristoff | August Jensen        | Silvan Dillier   | BMC Racing Team         | Maxime Cam             |
| Wertungssieger | Wertungssieger     | Rein Taaramäe      | Alexander Kristoff | August Jensen        | Silvan Dillier   | BMC Racing Team         | nicht vergeben         |